# Ось знову цей двір
«Ось знову цей двір» («Вот снова этот двор») — радянський телефільм 1986 року, знятий режисером Володимиром Головіним на студії «Лентелефільм».

## Сюжет
Фільм-концерт. Невським проспектом, набережними та вулицями міста, заглядаючи в старі двори, ходить літня людина. Він згадує свою юність, дивлячись на молодь, що танцює прямо на вулицях. Він сідає у трамвай і немов їде у своє минуле Ленінградом. У його прогулянках беруть участь артисти естради. У фільмі звучать пісні: Олександра Журбіна, Матвія Блантера, Олександра Колкера, Едуарда Колмановського, Аркадія Островського, на вірші: Сергія Гребенникова, Миколи Добронравова, Євгена Євтушенка, Лева Кукліна, Лева Ошаніна, Олексія Фатьянова. У виконанні: Георгія Виноградова, Йосипа Кобзона, Майї Кристалінської, Марії Пахоменко.

## У ролях
- Микола Боярський — старий
- Наталія Суркова — головна роль
- Георгій Сотнічук — головна роль
- Іра Гладишева — головна роль
- Альоша Шиманчук — епізод

## Знімальна група
- Режисер — Володимир Головін
- Сценарист — Юрій Аксьонов
- Оператор — Олександр Нікольський